# Putîlivka, Rozdilna
Putîlivka (în ucraineană Путилівка) este un sat în comunei Novoborîsivka din raionul Rozdilna, regiunea Odesa, Ucraina.

## Demografie
Componența lingvistică a localității Putîlivka
     Ucraineană (100%)
Conform recensământului din 2001, toată populația localității Putîlivka era vorbitoare de ucraineană (100%).